# Шапель, Нинон
Нинон Гийон-Ромарен (фр. Ninon Guillon-Romarin; род. 15 апреля 1995, Мец, Франция) — французская легкоатлетка, специализирующаяся в прыжке с шестом. Чемпионка Средиземноморских игр, многократная чемпионка Франции.

## Биография
Начала заниматься лёгкой атлетикой в легкоатлетическом клубе Буржа. Участвовала в юношеском чемпионате мира, была финалисткой в прыжке с шестом на чемпионатах Европы и мира среди юниоров.
В 2016 году выиграла чемпионат Франции с результатом 4,40 м.
С 2017 года стала тренироваться под руководством Эмманюэля Шапеля и Себастьяна Омо в городе Сержи-Понтуаз. В начале июня установила новый личный рекорд 4,60 м — на тот момент выше в истории Франции прыгала только рекордсменка страны Ванесса Бослак.
Замужем за французским прыгуном с шестом Акселем Шапелем. В 2021 году родила сына Оскара.

## Основные результаты
| Год  | Турнир                          | Место проведения       | Место        | Результат |
| ---- | ------------------------------- | ---------------------- | ------------ | --------- |
| 2011 | Чемпионат мира среди юношей     | Лилль, Франция         | 20-е (квал.) | 3,50 м    |
| 2013 | Чемпионат Европы среди юниоров  | Риети, Италия          | 4-е          | 4,15 м    |
| 2014 | Чемпионат мира среди юниоров    | Юджин, США             | 9-е          | 4,10 м    |
| 2015 | Чемпионат Европы среди молодёжи | Таллин, Эстония        | 7-е          | 4,15 м    |
| 2017 | Командный чемпионат Европы      | Лилль, Франция         | 3-е          | 4,45 м    |
| 2017 | Чемпионат мира                  | Лондон, Великобритания | 20-е (квал.) | 4,20 м    |